# Möslberg
Möslberg ist ein Ortsteil des Marktes Wegscheid im niederbayerischen Landkreis Passau. 

## Geographie
Das Dorf liegt 7 Kilometer nordwestlich von Wegscheid.

## Geschichte
Der Ort im ehemaligen Hochstift Passau fiel bei der Säkularisation 1803 mit dem größten Teil des hochstiftischen Gebietes an Erzherzog Ferdinand von Toskana und kam erst 1805 an Bayern. Im Zuge der Verwaltungsreformen in Bayern entstand mit dem Gemeindeedikt von 1818 die Gemeinde Möslberg mit den Orten Draxlweg, Großrathberg, Karlhäuser, Kleinrathberg, Krennerhäuser, Nöplbleiche, Pufferwies, Rablhäuser, Sägwies, Schönau, Sperlbrunn, Steinbachhäusl, Steindlberg und Steindlbergmühle (mit Steindlberg verbunden). Am 1. Januar 1972 wurden die bis dahin selbständigen Gemeinden Kasberg, Meßnerschlag und Möslberg nach Wegscheid eingegliedert. Am 1. Juli 1972 kamen Eidenberg, Thalberg und Thurnreuth hinzu. Wildenranna folgte am 1. Mai 1978.